# Mount Stewart, Antarktis
Stewart är ett berg i Antarktis. Det ligger i Östantarktis. Australien gör anspråk på området. Toppen på Stewart är 1 900 meter över havet.
Terrängen runt Stewart är varierad. Trakten är obefolkad. Det finns inga samhällen i närheten. 